# Alpochori (Achaia)
Alpochori  este un oraș în Grecia în prefectura Ahaia.